# Edraianthus lakusicii
Edraianthus lakusicii är en klockväxtart som beskrevs av Stevan. och D.Lakušic. Edraianthus lakusicii ingår i släktet Edraianthus och familjen klockväxter.
Artens utbredningsområde är Montenegro. Inga underarter finns listade i Catalogue of Life.